# Comuna Optași-Măgura, Olt
Optași-Măgura este o comună în județul Olt, Muntenia, România, formată numai din satul de reședință, Optași.

## Demografie
Componența etnică a comunei Optași-Măgura
     Români (95,53%)
     Alte etnii (0,18%)
     Necunoscută (4,29%)
Componența confesională a comunei Optași-Măgura
     Ortodocși (95,34%)
     Alte religii (0,27%)
     Necunoscută (4,38%)
Conform recensământului efectuat în 2021, populația comunei Optași-Măgura se ridică la 1.095 de locuitori, în scădere față de recensământul anterior din 2011, când fuseseră înregistrați 1.247 de locuitori. Majoritatea locuitorilor sunt români (95,53%), iar pentru 4,29% nu se cunoaște apartenența etnică. Din punct de vedere confesional, majoritatea locuitorilor sunt ortodocși (95,34%), iar pentru 4,38% nu se cunoaște apartenența confesională.

În 2017 a fost descoperită o brățară dacică din aur care se află în patrimoniul Muzeului Județean Olt.

Brățara dacică are o valoare istorică importantă cu reprezentarea dragonului înaripat, un simbol al familiei regale dacice din vremea lui Burebista. 

## Politică și administrație
Comuna Optași-Măgura este administrată de un primar și un consiliu local compus din 9 consilieri. Primarul, Marin Scurtu[*], de la Partidul Social Democrat, este în funcție din 2000. Începând cu alegerile locale din 2024, consiliul local are următoarea componență pe partide politice:
|  | Partid                   | Consilieri | Componența Consiliului | Componența Consiliului | Componența Consiliului | Componența Consiliului | Componența Consiliului | Componența Consiliului | Componența Consiliului | Componența Consiliului | Componența Consiliului |
|  | ------------------------ | ---------- | ---------------------- | ---------------------- | ---------------------- | ---------------------- | ---------------------- | ---------------------- | ---------------------- | ---------------------- | ---------------------- |
|  | Partidul Social Democrat | 9          |                        |                        |                        |                        |                        |                        |                        |                        |                        |